# Conrad Max Süßner

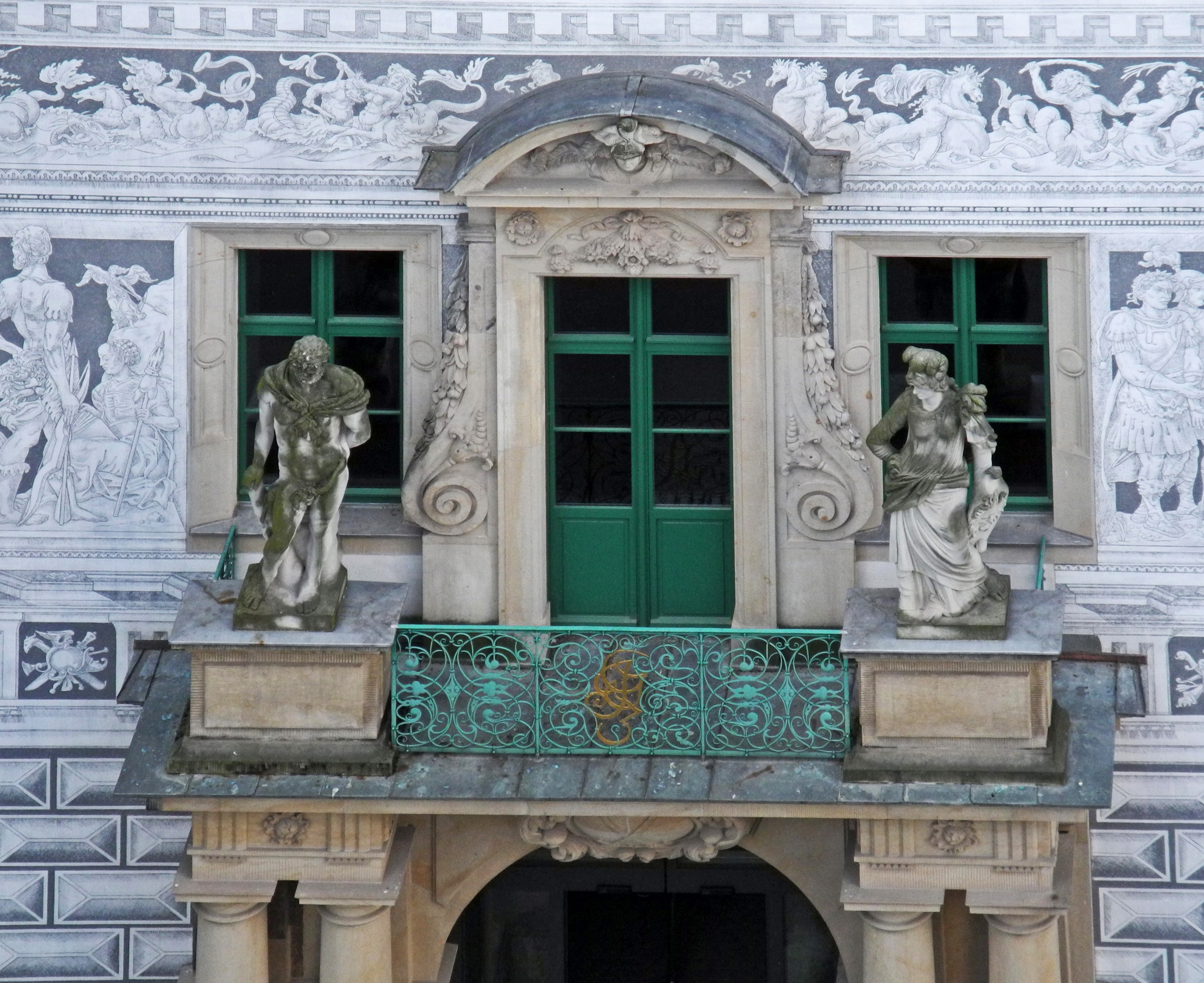
Herkules und Pallas Athene über dem Portal des Durchgangs zum Kleinen Schlosshof (um 1690)

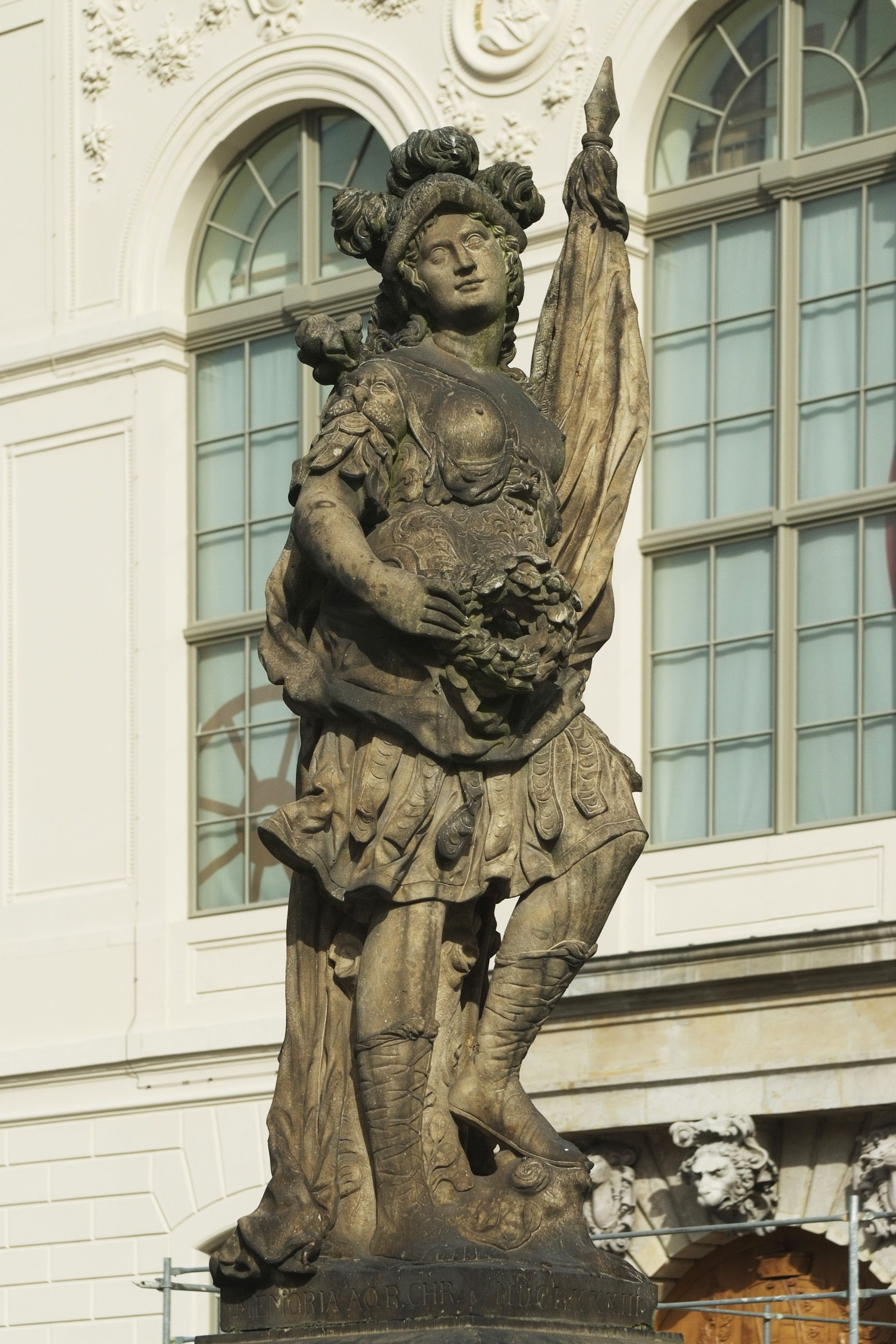
Bellona auf dem Türkenbrunnen in Dresden (1683), heute Kopie

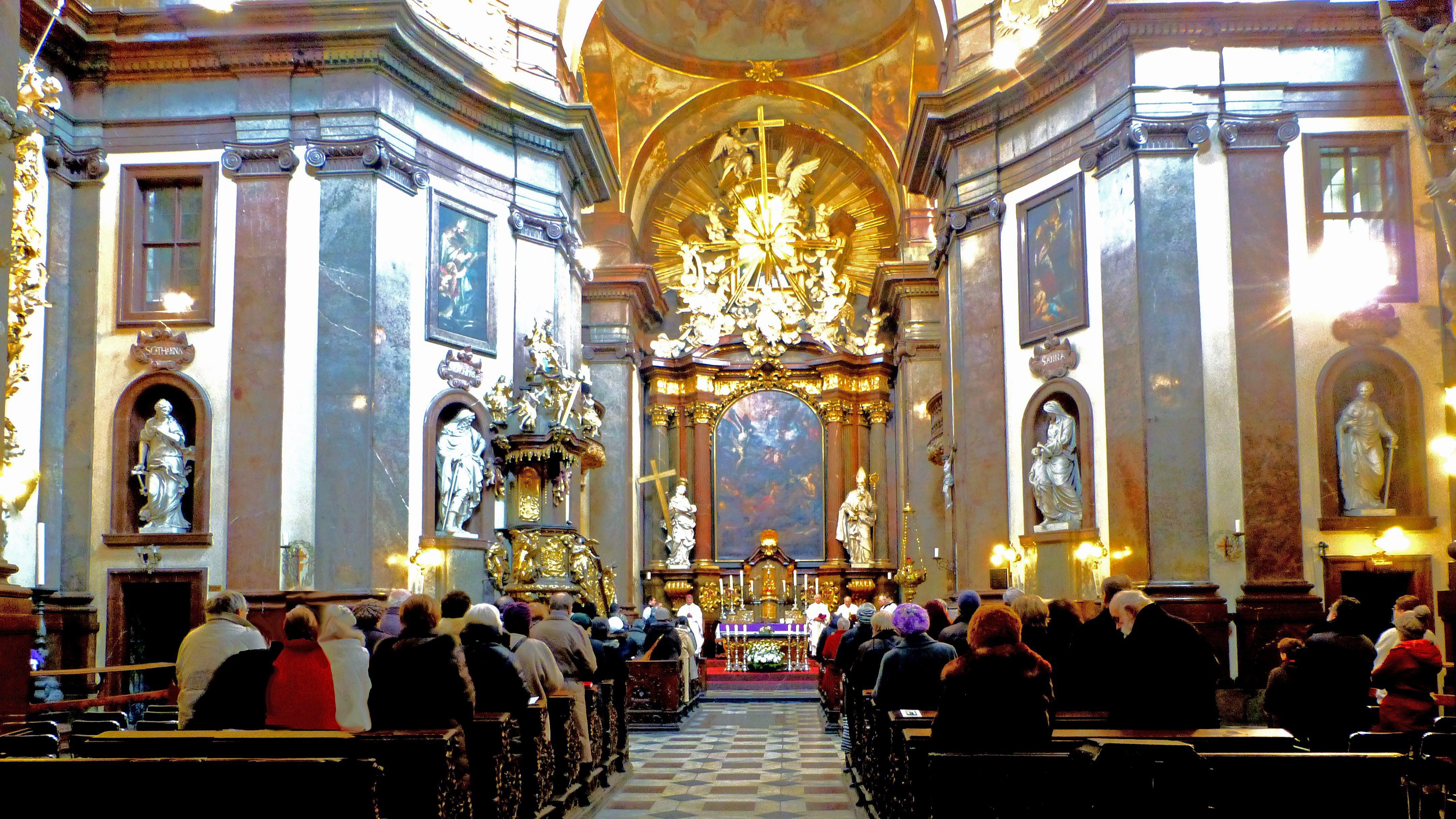
Kreuzherrenkirche in Prag, ganz links die Statue der hl. Katharina von Conrad Max Süßner (1688/1690)

Conrad Max Süßner (* 12. Mai 1652 in Schlackenwerth; † nach 1696) war ein deutscher Bildhauer, der zusammen mit seinem Bruder zur Zeit des Barock eine Bildhauerwerkstatt in Dresden betrieb.

## Leben
Conrad Max Süßner wurde als Sohn von Paulus Süßner und dessen Frau Anna Christina in Schlackenwerth geboren. Er war vermutlich der jüngere Bruder von Jeremias Süßner. Er  wurde vielleicht zunächst wie sein Bruder um 1668/70 Schüler des Bildhauers Johann Heinrich Böhme dem Älteren in Schneeberg, der dort die damals wichtigste Bildhauerwerkstatt in Sachsen betrieb.
Spätestens 1679/80 richteten die beiden Brüder Süßner in Dresden ein eigenes Atelier ein. Die Werkstatt lieferte sowohl Stein- als auch Stuckfiguren. Da die beiden Brüder mutmaßlich über zehn Jahre lang eng zusammenarbeiteten, lassen sich die Anteile beider an einigen Werken stilkritisch nicht mehr sicher trennen. Der Tendenz nach wird Jeremias Conrad Max ein mehr dynamischer Stil im Gegensatz zu der antikisch-beruhigten Formensprache seines Bruders zugeschrieben.
Die Süßner-Werkstatt arbeitete in Dresden zusammen mit den örtlichen Werkstätten anderer Bildhauer wie dem kürzlich aus Italien zurückgekehrten George Heermann zunächst vor allem für den kursächsischen Hof. Hier bot allem voran das Großprojekt des Palais im Großen Garten mit seinen zahlreichen Figuren an den Fassaden und im Innenraum viel Arbeit.
Zusammen mit seinem Bruder und dem Bildhauer Matthäus Jäckel schuf Conrad Max Süßner 1689/90 insgesamt zehn Sandsteinstatuen für die Kreuzherrenkirche in Prag. 1690 starb sein Bruder und er führte den Auftrag zu Ende. Im selben Jahr wurde Conrad Max Süßner zum Hofbildhauer am Dresdner Hof ernannt.

## Werke (Auswahl)
- 1679–83: (zusammen mit seinem Bruder) 12 Kaiserbüsten und stadtseitiger Giebel des Palais im Großen Garten, Dresden
- 1683: Türken- oder Friedensbrunnen, Sandsteinfigur der Siegesgöttin Victoria mit Fahne und Lorbeerkranz, Dresden
- 1688–1690: Statuen der heiligen Martin, Georg und Katharina in der Kreuzherrenkirche in Prag
- 1688–1690: Epitaph für Andreas von Schönberg (Oberkommandant) in der Sophienkirche in Dresden (Skulpturensammlung, Inventarnummer SAV 1027)
- um 1690: (zusammen mit seinem Bruder) figuraler Schmuck der Hofportale des Residenzschlosses Dresden
- 1696: Epitaph für Georg Dietrich von Wolframsdorf für die Johanneskirche in Mügeln[6], siehe Bild